# Bronce y luna
Bronce y luna es una película española de drama estrenada el 15 de junio de 1953, dirigida por Javier Setó y protagonizada en los papeles principales por José Suárez y Ana Esmeralda.

## Sinopsis
La película narra los amores interraciales entre Rafael Olmedo (José Suárez), un ganadero castellano, y Azucena Heredia (Ana Esmeralda) una joven gitana, a la que sus hermanos han prometido en matrimonio con Rufo Carmona (Barta Barry), patriarca gitano del Sacromonte granadino. Rafael rapta a Azucena y la lleva a una fragua de la costa gaditana, donde se esconden hasta poder huir por mar a Gibraltar. En la herrería trabaja una mujer (Isabel de Castro) que representa el destino que espera a Azucena, con la frente marcada por no seguir la ley de la tribu. Los hermanos Heredia dan con su paradero y los llevan al Sacromonte para que Rufo disponga de sus vidas.

## Reparto
- José Suárez como Rafael Olmedo
- Ana Esmeralda como Azucena Heredia
- Barta Barri como Rufo Carmona
- Jorge Morales como Melchor, el herrero
- Isabel de Castro como Hermana de Melchor
- Francisco Albiñana como Heredia primero
- Francisco Tuset como Compadre
- Enrique Borrás como Portero del cortijo
- Jesús Colomer como Gabrielo
- María Victoria Durá como Soledad
- Manuel Gas	como “Temperamento”
- Ramón Hernández como Vendedor de joyas
- Ramón Quadreny como Anciano